# Yoav Kisch
Yoav Kisch, né le 6 décembre 1968 ) Tel Aviv, est un homme politique israélien. Ancien pilote militaire puis civil, il est député à la Knesset pour le Likoud de 2015 à 2023 et est ministre de l'Éducation depuis décembre 2022.
Il est également ministre de la Coopération régionale de 2022 à 2023.

## Biographie
Kisch est né et grandit à Tel Aviv. Son grand-père paternel, Frederick Kisch (en), est le juif le plus haut gradé à avoir jamais servi dans l'armée britannique. Par sa mère, il est un descendant de Shmuel Salant (en), qui est grand rabbin ashkénaze de Jérusalem au XIXe siècle. Kisch a la nationalité britannique jusqu'à ce qu'il soit obligé d'y renoncer en 2015 comme condition pour pouvoir siéger à la Knesset. Il est titulaire d'un MBA de l'INSEAD.
Il figure sur la liste du Likoud Yisrael Beiteinu pour les élections à la Knesset de 2013, mais ne remporte pas de siège.
Pour les élections législatives de 2015, il est classé 19e sur la liste du Likoud, une place réservée à la région de Tel Aviv. Il est élu à la Knesset car le Likoud remporte 30 sièges. En mars 2023, Kisch démissionne de la Knesset en vertu de la loi norvégienne et est remplacé par Sasson Guetta (en).
En tant que ministre de l’Éducation, il fait écarter la sociologue franco-israélienne Eva Illouz du prix Israël, l'accusant « d'idéologie clairement anti-israélienne » pour avoir signé une pétition en 2021 demandant à la Cour pénale internationale (CPI) d’enquêter pour savoir si Israël avait commis des crimes de guerre en Cisjordanie,. 
Il menace les universités israéliennes de supprimer leurs financements si elles autorisaient des étudiants à commémorer la Nakba.  